# Lucidity
Albums de Delain
April Rain
(2008)
Singles
1. Frozen (en)
Sortie : 2007
2. See Me In Shadow (en)
Sortie : 2007
3. The Gathering
Sortie : 2008

Lucidity est le premier album du groupe de metal symphonique néerlandais Delain, publié le 4 septembre 2006 chez Roadrunner Records.
Pour leur premier album, le groupe a invité plusieurs musiciens : 
- Sharon den Adel de Within Temptation au chant.
- Marco Hietala de Nightwish et Tarot au chant et à la basse.
- Liv Kristine de  Leaves' Eyes au chant.
- George Oosterhoek et Guus Eikens de Orphanage respectivement au grunt et à la guitare.
- Ad Sluijter de Epica à la guitare.
- Ariën van Weesenbeek de God Dethroned à la batterie.
- Jan Yrlund de Lacrimosa à la guitare.

## Liste des chansons
| No  | Titre                  | Auteur                                            | Durée |
| --- | ---------------------- | ------------------------------------------------- | ----- |
| 1.  | Sever                  | Martijn Westerholt                                | 4:53  |
| 2.  | Frozen (en)            | Martijn Westerholt, Charlotte Wessels             | 4:43  |
| 3.  | Silhouette of a Dancer | Martijn Westerholt, Charlotte Wessels, Jan Yrlund | 5:25  |
| 4.  | No Compliance          | Martijn Westerholt                                | 5:10  |
| 5.  | See Me in Shadow (en)  | Martijn Westerholt, Charlotte Wessels             | 4:41  |
| 6.  | Shattered              | Martijn Westerholt                                | 4:20  |
| 7.  | The Gathering          | Guus Eikens                                       | 3:35  |
| 8.  | Daylight Lucidity      | Martijn Westerholt, Guus Eikens                   | 4:36  |
| 9.  | Sleepwalkers Dream     | Martijn Westerholt, Charlotte Wessels             | 4:27  |
| 10. | A Day for Ghosts       | Martijn Westerholt                                | 3:37  |
| 11. | Pristine               | Martijn Westerholt, Rein Doze                     | 4:31  |
| 12. | Deep Frozen (Bonus)    | Martijn Westerholt, Charlotte Wessels             | 4:46  |

## Membres

### Membres actuels
- Charlotte Wessels - voix
- Ronald Landa - guitare
- Ray van Lente - guitare
- Rob van der Loo - basse
- Sander Zoer - batterie
- Martijn Westerholt - claviers

### Musiciens invités
- Sharon den Adel - voix (piste 4)
- George Oosthoek - voix (piste 3, 11 et 12)
- Liv Kristine - voix (piste 5 et 10)
- Marco Hietala - basse et voix (piste 1, 4, 7, 8 et 10)
- Ad Sluijter - guitare
- Jan Yrlund - guitare
- Guus Eikens - guitare
- Ariën van Weesenbeek - batterie